# Hrodr
Hrodr (norrønt Hroðr, betydende "den berømte") er en kvindelig jætte i nordisk mytologi, der er venner med aserne og jætten Hymer. Ifølge digtet Hymiskviða i den Ældre Edda, hvor hun er mor til guden Tyr, og det bliver indikeret at Hymer er faderen. I den Yngre Edda bliver Odin dog angivet som Tyrs far.